# Colibrí diamant de corona verda
El colibrí diamant de corona verda (Heliodoxa jacula) és una espècie d'ocell de la família dels troquílids (Trochilidae) que habita la selva humida de les muntanyes de Costa Rica, Panamà, Colòmbia i oest de l'Equador.